# Telescopul spațial Nancy Grace Roman
Telescopul spațial Nancy Grace Roman (prescurtat Roman sau Telescopul spațial Roman și fostul Wide-Field Infrared Survey Telescope sau WFIRST) este un telescop spațial în infraroșu al NASA în curs de dezvoltare și programat să fie lansat până în mai 2027.
Telescopul spațial Roman are la bază o oglindă primară cu un diametru de 2,4 m cu câmp larg de vizualizare și va transporta două instrumente științifice. Instrumentul Wide-Field (WFI) este o cameră multi-bandă de 300,8 megapixeli în vizibil și infraroșu apropiat, care oferă o claritate a imaginilor comparabilă cu cea obținută de telescopul spațial Hubble pe un câmp vizual de 0,28 grade pătrate, de 100 de ori mai mare decât camerele de imagistică de pe Hubble. Instrumentul coronografic (CGI) este o cameră și un spectrometru cu contrast ridicat, cu câmp vizual mic, care acoperă lungimile de undă vizibile și infraroșii apropiate, utilizând o tehnologie nouă de suprimare a luminii stelare.
Printre obiectivele declarate se numără căutarea de planete extrasolare cu ajutorul microlentilelor gravitaționale, precum și sondarea cronologiei universului și a creșterii structurii cosmice, cu scopul final de a măsura efectele energiei întunecate, consecvența relativității generale și curbura spațiu-timp.
În 2010, comitetul Decadal Survey al Consiliului Național de Cercetare al Statelor Unite a recomandat ca fiind prioritatea principală pentru următorul deceniu în astronomie. La 17 februarie 2016, a fost aprobat pentru dezvoltare și lansare. La 20 mai 2020, administratorul NASA Jim Bridenstine a anunțat că misiunea se va numi Telescopul spațial Nancy Grace Roman, în semn de recunoaștere a rolului fostului șef al NASA în domeniul astronomiei. Telescopul Roman este programat să fie lansat cu o rachetă Falcon Heavy, în baza unui contract care specifică disponibilitatea până în octombrie 2026, susținând un angajament de lansare al NASA pentru mai 2027.

## Obiective științifice
Obiectivele științifice ale proiectului Roman vizează abordarea unor întrebări de ultimă oră în cosmologie și cercetarea exoplanetelor, inclusiv:
- Răspunsuri la întrebări de bază despre energia întunecată, complementar misiunii Euclid a Agenției Spațiale Europene (ESA) printre care: Este accelerația cosmică cauzată de o nouă componentă energetică sau de separarea relativității generale la scară cosmologică? În cazul în care cauza este o nouă componentă energetică, densitatea sa energetică este constantă în spațiu și timp sau a evoluat de-a lungul istoriei universului? Telescopul Roman va folosi trei tehnici independente pentru a cerceta energia întunecată: oscilațiile acustice ale barionilor, observațiile [[supernovă|supernovelor îndepărtate și lentila gravitațională slabă.
- Finalizarea unui studiu al exoplanetelor pentru a răspunde la noi întrebări privind potențialul de viață în univers: Cât de frecvente sunt sistemele solare ca al nostru? Ce tipuri de planete există în regiunile reci, exterioare ale sistemelor planetare? – Ce determină habitabilitatea lumilor asemănătoare Pământului? Acest studiu se folosește de o tehnică care poate găsi exoplanete cu o masă de numai câteva ori mai mică decât cea a Lunii: microlentile gravitaționale. Studiul ar include, de asemenea, un eșantion de planete interstelare, cu mase mai mici de masa planetei Marte.[11]
- Stabilirea unui mod de cercetare, permițând investigații care să răspundă la diverse întrebări despre galaxia noastră și despre univers.
- Furnizarea unui coronograf pentru imagistica directă a exoplanetelor, care va furniza primele imagini directe și spectre ale planetelor din jurul celor mai apropiați vecini ai noștri, similare planetelor noastre gigantice.

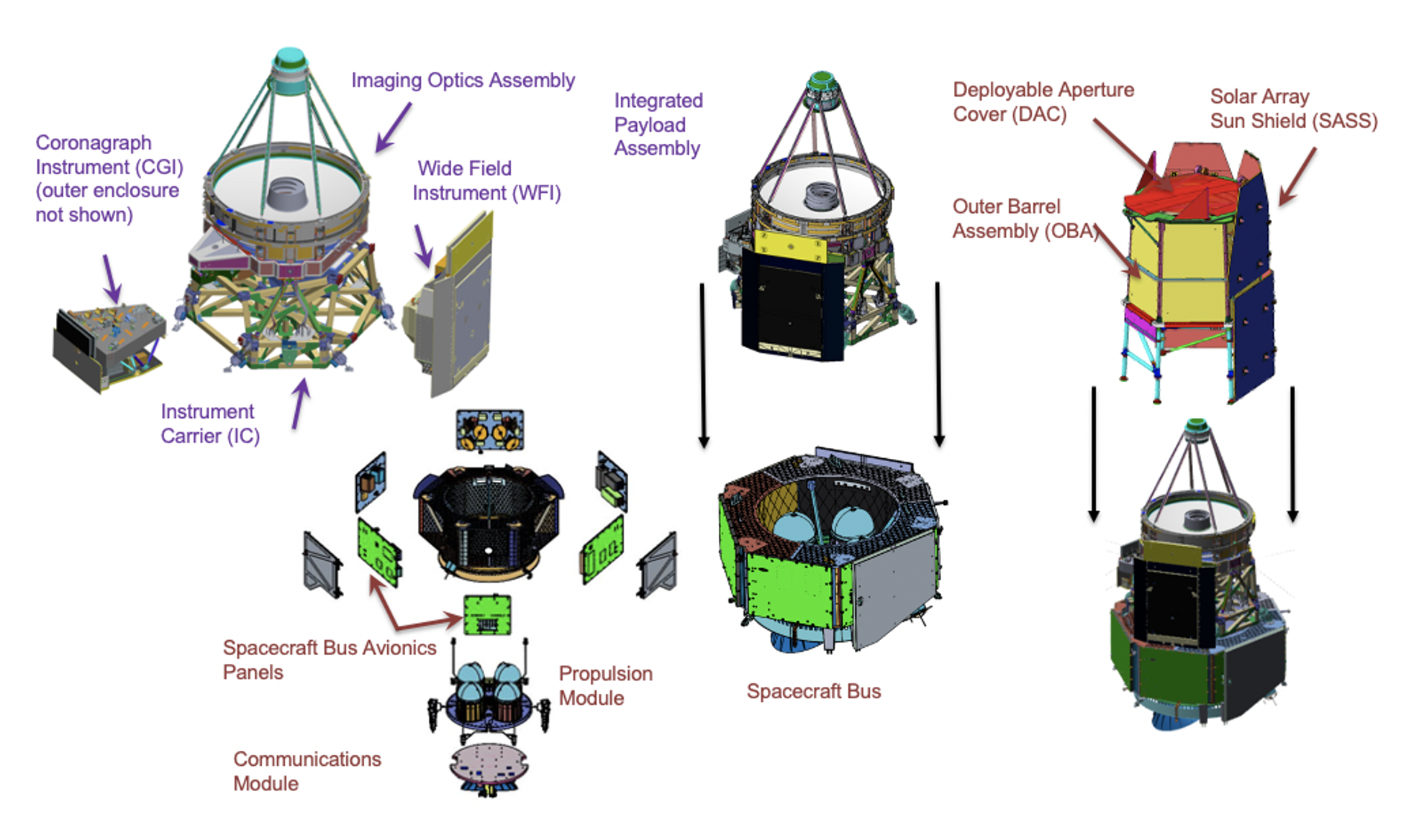
Schema telescopului spațial Roman
Instrumentul Wide Field

## Galerie

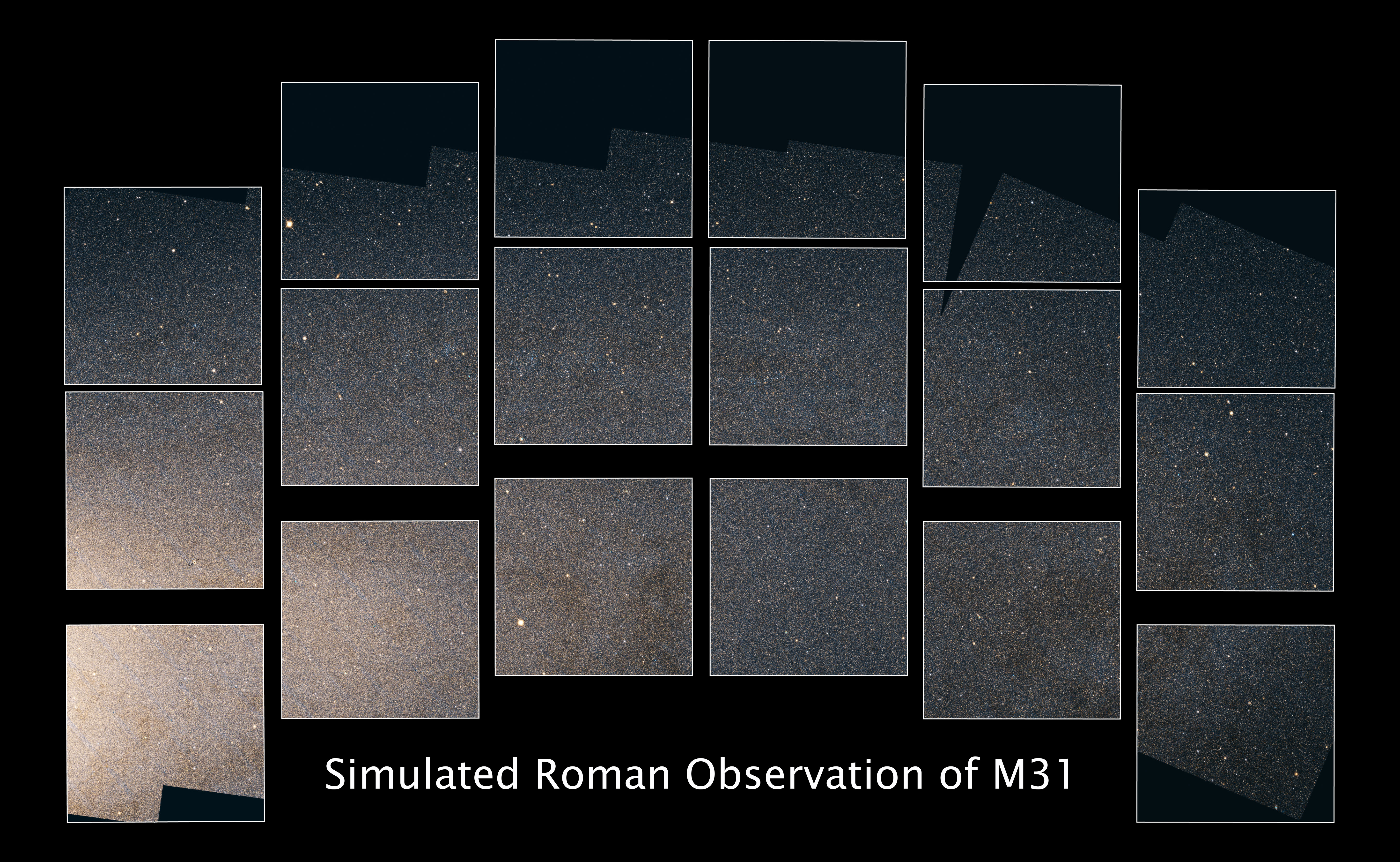
O imagine simulată a unei părți a galaxiei Andromeda
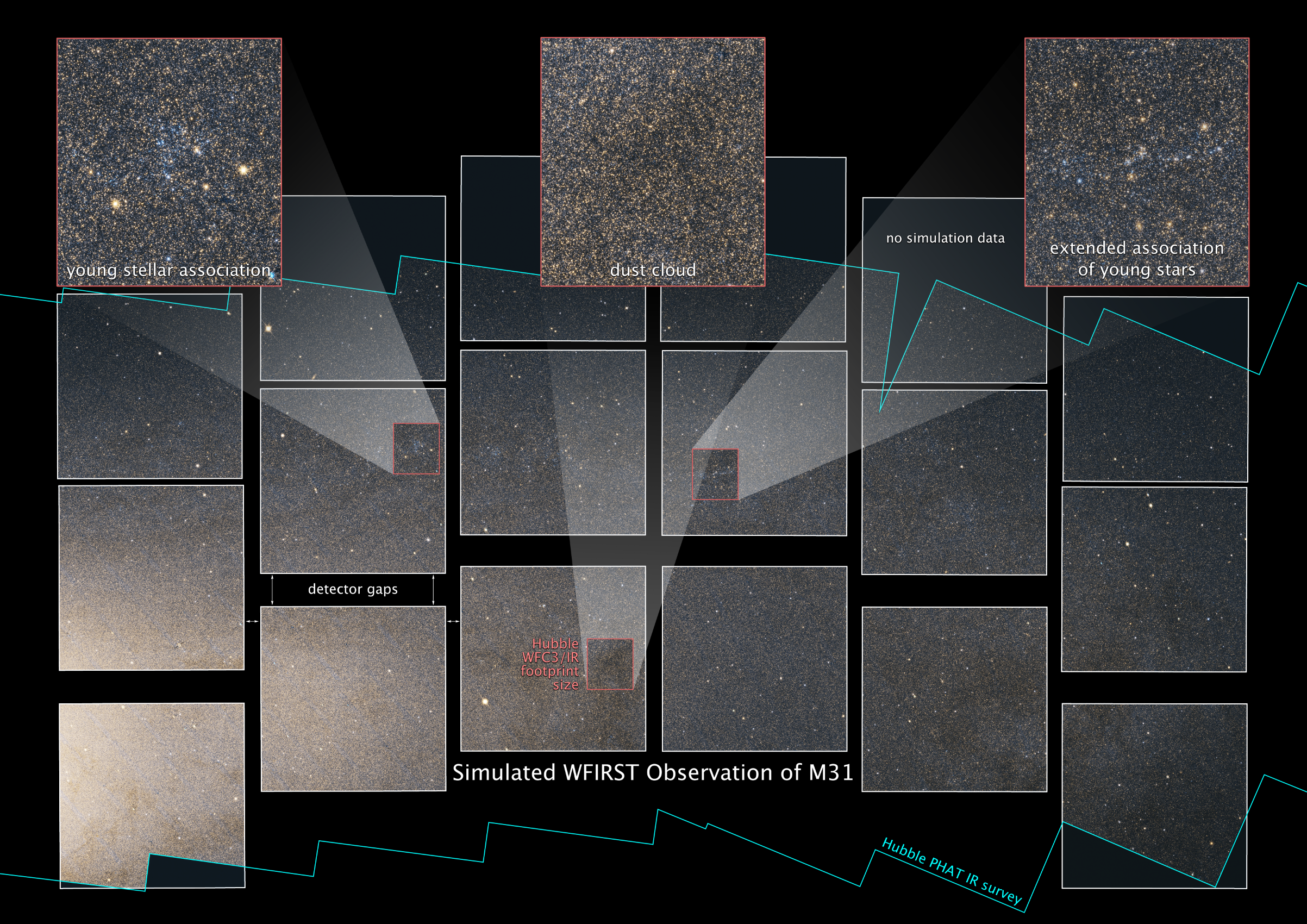
Această imagine simulată prezintă lumina roșie și infraroșie a peste 50 de milioane de stele din Andromeda, așa cum ar apărea cu WFIRST.
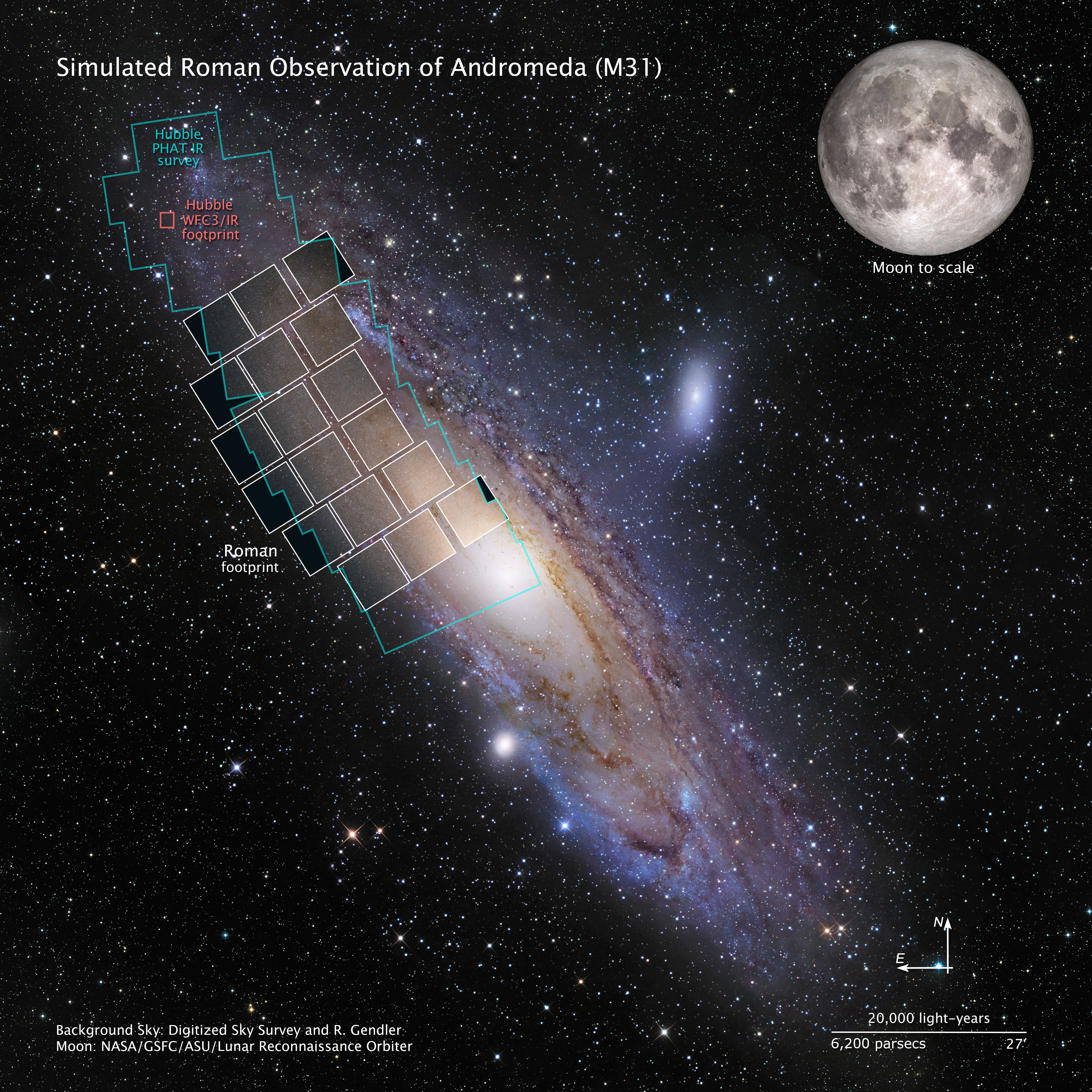
O figură compozită arată regiunea Andromeda realizată de simularea Telescopului Spațial Roman. Roman ar fi capabil să imagineze corpul principal al Andromedei în doar câteva puncte, topografiind galaxia de aproape 1500 de ori mai repede decât Hubble